# Закон о ликвидации последствий землетрясения в Кентербери и восстановлении (2010)
Закон о ликвидации последствий землетрясения в Кентербери и восстановлении (англ. Canterbury Earthquake Response and Recovery Act 2010) — принятый в 2010 году законодательный акт парламента Новой Зеландии, для обеспечения законодательной базы работ по ликвидации последствий землетрясения в Кентербери 2010 года. Во время вступления Закона в силу подразумевалось, что он будет действовать до апреля 2012 года.

## Сущность закона
Законопроект был предложен лидером Палаты представителей Новой Зеландии, Джерри Браунли.
Этим законом министрам действующего правительства разрешалось приостанавливать действие или делать исключения для практически любого закона Новой Зеландии с помощью механизма правительственных декретов, так называемых «королевских указов в совете» — нормативных актов, издаваемых от имени английского короля или королевы и тайного совета, и не требующих обсуждения в парламенте. Это позволило переложить законодательную инициативу с законодательной власти на исполнительную. Закон был принят при единодушной поддержке всех политических партий Новой Зеландии, представленных в парламенте, несмотря на то, что две небольшие партии выразили обеспокоенность в связи с предоставляемыми министрам широкими полномочиями.

## Критика
Закон подвергся критике со стороны новозеландских и международных специалистов в области конституционного права, которые утверждали, что ему не хватает конституционных гарантий, и что он создаёт опасный прецедент на случай будущих стихийных бедствий. Группа из 27 юристов-академиков выразила свои опасения в открытом письме, опубликованном 28 сентября 2010 года.
Общество юристов Новой Зеландии также выразило обеспокоенность и предложило парламенту внести поправки в закон с тем, чтобы избежать злоупотреблений министрами их широкими полномочиями. Пресс-секретарь Темм (англ. Temm) сказал, что полномочия, делегированные министрам 

потенциально расходятся с обеспечением принципов верховенства законаОригинальный текст (англ.)are potentially at odds with maintenance of the principles of the rule of law— 
Закон утратил силу 19 апреля 2011 года, будучи заменённым Законом о ликвидации последствий землетрясения в Кентербери от 2011 года (англ. Canterbury Earthquake Recovery Act 2011).